# Pleasant Bridgewater
Dễ chịu MM Bridgewater (sinh ngày 26 tháng 9 năm 1960 tại Freeport, Grand Bahama) là Thượng nghị sĩ và là thành viên của Hạ viện cho Đảng Tự do Tiến bộ (PLP) của The Bahamas. Bà là người phụ nữ Bắc Bahamas đầu tiên tham gia tranh cử và phục vụ trong Quốc hội Bahamas. Bà đã tranh cử và bị đánh bại trong cuộc tổng tuyển cử năm 1992 (khu vực bầu cử High Rock) và vào tháng 9 năm đó đã được bổ nhiệm và phục vụ tại Thượng viện từ năm 1992 đến 1997 dưới sự điều hành của cố lãnh đạo Sir Lynden Pindling [cựu Thủ tướng của The Bahamas]. Năm 1997, bà lại tranh cử trong cuộc tổng tuyển cử (khu vực bầu cử High Rock) và tiếp tục bị đánh bại. Từ 2002 đến 2007, bà là Thành viên Nghị viện của PLP đại diện cho khu vực bầu cử của Thành phố Marco. Sau thất bại của bà trong cuộc tổng tuyển cử năm 2007, bà lại được bổ nhiệm vào Thượng viện. Bridgewater đã từ chức từ năm 2009 để chống lại các cáo buộc tống tiền liên quan đến cái chết sớm của đứa con trai mắc chứng tự kỷ của John Travolta.
Bridgewater cũng là đối tác cao cấp của công ty luật có trụ sở tại Freeport, Bridgewater and Co., được thành lập vào năm 1997. Bà đã nhiều lần tham gia các cuộc tố tụng tại Bahamas năm 1992.